# Список эпизодов сериала «Рассказ служанки»
Список серий американского сериала «Рассказ служанки», основанного на одноимённом романе канадской писательницы Маргарет Этвуд. Премьера сериала состоялась 26 апреля 2017 года на Hulu.
3 мая 2017 года сериал был продлён на второй сезон, премьера которого состоялась 25 апреля 2018 года. 2 мая 2018 года Hulu продлил сериал на третий сезон. Премьера третьего сезона состоялась 5 июня 2019 года. 1 июля 2019 года сериал был продлён на четвёртый сезон из 10 эпизодов. Съёмки начались в марте 2020 года, но работу пришлось остановить из-за пандемии COVID-19. Премьера четвёртого сезона состоялась 28 апреля 2021 года. В декабре 2020 года, в преддверии четвёртого сезона, сериал был продлён на пятый сезон. Премьера пятого сезона состоялась 14 сентября 2022 года. 8 сентября 2022 года, ещё до премьеры пятого сезона, сериал был продлён на шестой и финальный сезон.
В сентябре 2019 года было объявлено о том, что Hulu и MGM разрабатывает сиквел сериала, основанный на романе Этвуд 2019 года «Заветы».

## Обзор сезонов
| Сезон | Серии | Серии | Даты показа      | Даты показа     |
| Сезон | Серии | Серии | Первая серия     | Последняя серия |
| ----- | ----- | ----- | ---------------- | --------------- |
| 1     | 10    | 10    | 26 апреля 2017   | 14 июня 2017    |
| 2     | 13    | 13    | 25 апреля 2018   | 11 июля 2018    |
| 3     | 13    | 13    | 5 июня 2019      | 14 августа 2019 |
| 4     | 10    | 10    | 27 апреля 2021   | 16 июня 2021    |
| 5     | 10    | 10    | 14 сентября 2022 | 9 ноября 2022   |
| 6     | 10    | 10    | 8 апреля 2025    | 27 мая 2025     |

## Список эпизодов

### Сезон 1 (2017)
| № общий | № в сезоне | Название                                                                  | Режиссёр          | Автор сценария       | Дата премьеры  |
| --- | ---------- | ------------------------------------------------------------------------- | ----------------- | -------------------- | -------------- |
| 1 | 1          | «Offred» «Фредова»                                                        | Рид Морано        | Брюс Миллер          | 26 апреля 2017 |
| Муж и жена с маленькой дочерью бегут от преследования. Люди в униформе с оружием убивают мужа, догоняют женщину и отбирают дочь, а её саму куда-то увозят. Люди в униформе — Хранители — служат новому патриархальному государству, созданному по «библейским» законам, где женщинам запрещено всё, кроме деторождения и ведения домашнего хозяйства. Женщина оказывается в «Красном центре», куда попадают все пойманные фертильные женщины для обучения их в качестве воспроизводящих род служанок при семьях высокопоставленных чиновников. Так женщина попадает в семью командора Фреда Уотерфорда и его жены Серены Джой и получает имя-патроним «Фредова». Параллельно сюжет показывает воспоминания Фредовой из Красного центра, где она встречает свою лучшую подругу Мойру, а также знакомится с тёткой Лидией, служанками Альмой, Джанин и пытками в отношении служанок. Джанин лишается глаза. В настоящем Фредова подозревает, что водитель командора Ник — Око, но замечает его симпатию. У Фредовой происходят церемония зачатия и церемония избавления. На церемонии избавления беременная Джанин — теперь уже Уотерова — говорит Фредовой, что Мойра мертва. По пути с церемонии Фредова ближе знакомится со своей компаньонкой по шоппингу — служанкой Гленовой. Гленова сообщает, что в доме Фредовой живёт Око. Позже, сидя в своей комнате, Фредова произносит своё настоящее имя, которое в новом государстве ей запрещено использовать — Джун. |            |                                                                           |                   |                      |                |
| 2 | 2          | «Birth Day» «День рождения»                                               | Рид Морано        | Брюс Миллер          | 26 апреля 2017 |
| У Фредовой очередная церемония зачатия с командором, за что Серена её ненавидит. Фредова и Гленова в прогулке из магазина лучше узнают друг друга: в «прошлой» жизни Фредова была помощником редактора, а Гленова — профессором молекулярной биологии в университете и у неё была жена и сын. Гленова входит в подпольную организацию сопротивления правительству и просит Фредову присоединиться. Ник оповещает Фредову о желании командора встретиться с ней ночью, хотя командорам запрещено быть наедине со служанками. Ник также предупреждает её не доверять Гленовой. Служанки едут к Патнэмам на церемонию рождения ребёнка. Джанин рожает девочку, которую тут же отдают её новой матери Наоми Патнэм. Однако, Джанин остаётся жить в доме Патнэмов до окончания грудного кормления ребёнка. Во флешбэках Джун вспоминает ситуации про рождение своей дочери Ханны. Джун говорит Гленовой о желании командора встретиться наедине, Гленова даёт советы как вести себя. Джун идёт на встречу с командором Уотерфордом, где он, вопреки её опасениям, предлагает ей сыграть с ним в настольную игру и, далее, назначает дату новой игры. Джун выходит на очередную прогулку в магазин с Гленовой, но её ждёт неприятный сюрприз — теперь это другая Гленова. |            |                                                                           |                   |                      |                |
| 3 | 3          | «Late» «Задержка»                                                         | Рид Морано        | Брюс Миллер          | 26 апреля 2017 |
| Джун узнаёт от марфы Риты, что старую Гленову забрали Очи за гендерную измену. В воспоминаниях Джун подробно описывается подъём республики Галаад: всех женщин уволили с работы и заблокировали их счета, только мужчины были вправе распоряжаться деньгами и зарабатывать; протестующих расстреливали. У Джун задержка, и Серена с надеждой ожидает её беременности и того, чтобы это завершило церемонии зачатия для командора Уотерфорда с Джун. Серена зовёт Джун навестить Патнэмов и Джанин. Джанин кажется немного помешанной и рассказывает Джун «секрет» — командор Патнэм обещал ей жениться и сбежать с ней и ребёнком из Галаада. Из-за старой Гленовой Очи с тёткой Лидией приезжают допросить Джун в дом к Уотерфордам, в конце Джун ведёт себя дерзко, за что получает удар палкой от тётки Лидии. Ворвавшаяся Серена останавливает избиение и выгоняет Очи и Лидию из дома. Старую Гленову и её любовницу марфу приводят на суд, где марфу приговаривают к смерти через повешение, а Гленову — к женскому обрезанию; приговор немедленно приводят в исполнение. Вечером после избиения Ник оказывается в комнате Джун, принеся пакет со льдом. Он признаётся, что чувствует вину, что не предотвратил этот допрос. Здесь происходит их первое физическое сближение. Серена начинает обустраивать детскую, но Джун сообщает, что у неё начались месячные. Серена в бешенстве запирает Джун в её комнате на несколько недель. |            |                                                                           |                   |                      |                |
| 4 | 4          | «Nolite Te Bastardes Carborundorum» «Не позволь ублюдкам растоптать тебя» | Майк Баркер       | Лейла Герштейн       | 3 мая 2017     |
| Фредова наказана и проводит всё время в своей комнате. Она обнаруживает фразу на латыни, написанную на стене в шкафу прошлой служанкой. Однако читать и писать служанкам запрещено. Думая об этом, Джун вспоминает, как они с Мойрой, ещё находясь в Красном центре, решаются на побег. Они обманом берут в заложники одну из тёток и запирают её в подвале. Мойра в одежде марфы и Джун в форме служанки выходят в город и следуют к метро, чтобы уехать в Бостон. По пути они видят трупы казнённых и огромные костры из книг и картин. В метро к Джун подходят Хранители и она даёт знак Мойре, чтобы та уезжала без неё. Мойра садится в поезд, а Джун возвращают в Красный центр, где она подвергается жестокому наказанию. В настоящем Рита находит Джун лежащей на полу в шкафу. Джун говорит, что упала в обморок, и Рита убеждает Серену направить Джун к врачу. На приёме врач предлагает Джун сделку, но она в страхе отказывается. От заточения у Джун случается истерика и она просит Серену больше не запирать её, на что получает отказ. Фред против правил появляется перед церемонией зачатия и пытается наладить коннект с Джун, но Серена прерывает эту встречу, после чего у Фреда не получается совершить половой акт. Ночью Джун снова приходит к Фреду на игру и уловкой намекает ему вытащить её из заточения. Это срабатывает, и Джун получает свободу. |            |                                                                           |                   |                      |                |
| 5 | 5          | «Faithful» «Верный»                                                       | Майк Баркер       | Дороти Фортенберри   | 10 мая 2017    |
| На очередной встрече с Джун командор Уотерфорд подготовил для неё сюрприз — он даёт Джун почитать женский журнал (которые по закону должны были быть уничтожены). Серена предполагает, что её муж бесплоден, и предлагает Фредовой забеременеть от другого мужчины, который может сохранить это в секрете. Им становится водитель командора — Ник. Старая Гленова возвращается — теперь она Стивенова, но она подавлена от произошедшего с ней и больше не хочет говорить на запретные темы. Новая Гленова запрещает Джун общаться со старой Гленовой (Стивеновой), потому что в прошлой жизни она была конченой наркоманкой, а сейчас её устраивают все условия и терять их она не намерена. Серена тайно ведёт Джун к Нику. По пути Джун вспоминает, как начались их отношения с её мужем Люком, и впервые чувствует, что именно этот половой акт ощущается как измена Люку. Во время очередной церемонии зачатия Фред проявляет эмоции, трогая Джун, после чего Джун в бешенстве врывается в его кабинет и просит так не делать, потому что Серена будет ей мстить. Во время очередного шопинга на базаре Гленова-Стивенова сообщает Джун, что её зовут Эмили, и ещё раз просит присоединиться к Мэйдей (подпольному сопротивлению), после чего на глазах у всех служанок угоняет машину и переезжает насмерть одного из Хранителей. Гленову задерживают. Джун воодушевляет этот поступок и вечером она идёт к Нику, чтобы провести с ним страстную ночь уже без свидетелей. |            |                                                                           |                   |                      |                |
| 6 | 6          | «A Woman's Place» «Место женщины»                                         | Флория Сигизмонди | Венди Стракер Хаузер | 17 мая 2017    |
| В республику прибывает торговая делегация из Мексики во главе с женщиной-послом якобы для заключения сделки по поставке фруктов. Командор и Серена Джой приглашают делегацию на домашний ужин, чтобы произвести должное впечатление на гостей. Фредовой приходится солгать о том, как ей живётся в статусе служанки. Посол говорит Серене, что читала её книгу «Место женщины» о феминизме, которую Серена написала до Галаада, и подкалывает Серену при всех, что теперь в её новом государстве женщины не могут прочитать эту книгу из-за запрета. Во флешбэках Серена вспоминает жизнь до Галаада, где она могла свободно писать и высказывать своё мнение, а муж поддерживал её. На гала-ужине для посла, вопреки правилам, Серена берёт главное слово, благодаря служанок, а также представляет свой сюрприз — в зал вводят всех детей, рождённых служанками в Галааде. При этом перед началом торжества Серена просит тётку Людию отослать всех служанок с физическими дефектами, чтобы не показывать их делегации. Альма говорит Джун, что настоящий товар для сделки — это служанки. Джун в шоке, после чего она рассказывает послу всю правду о служанках и о том, как с ними обращаются и просит посла о помощи. Посол отказывает из-за демографического кризиса в своей стране. Оставшись наедине с Джун помощник посла сообщает ей, что Люк жив и он может передать для него короткое сообщение. Джун пишет записку. |            |                                                                           |                   |                      |                |
| 7 | 7          | «The Other Side» «Другая сторона»                                         | Флория Сигизмонди | Линн Рене Макси      | 24 мая 2017    |
| В эпизоде рассказывается история о Люке после того, как он расстался с женой и дочерью. Люк подстрелен Хранителями и его забирает скорая, которая попадает в аварию. Пристёгнутый Люк оказывается жив, он забирает куртку и пистолет у мёртвого Хранителя и рюкзак медикаментов. Он находит заброшенное поселение и прячется в одном из зданий, вспоминая историю их с Джун побега: бывший пациент матери Джун помогает им бежать, он провозит их с ребёнком через окружной погранпост в багажнике в дом на берегу озера, обещая вернуться с канадскими паспортами для них. Позже сосед сообщает, что этот человек мёртв, и они отправляются в бега, после чего история возвращается к началу преследования их Хранителями. В настоящем раненого Люка находит группа беженцев, направляющаяся на тайную переправу в Канаду, и забирает его с собой. В момент погрузки на лодку до Канады группа попадает под обстрел, но Люк и немая девушка уплывают. В Канаде они поселяются вместе в Торонто, Люк собирает информацию о Джун и ждёт аудиенции в посольстве США в Канаде. Спустя три месяца с побега его вызывают, чтобы передать ту самую записку, написанную Джун из Галаада. |            |                                                                           |                   |                      |                |
| 8 | 8          | «Jezebels» «Иезавель»                                                     | Кейт Деннис       | Кира Снайдер         | 31 мая 2017    |
| Командор наряжает Фредову в запрещённый наряд, даёт косметику и втайне вывозит ночью в Бостон. В подпольном борделе командоры пользуются услугами проституток, среди которых Фредова встречает свою подругу Мойру, которую считала погибшей. |            |                                                                           |                   |                      |                |
| 9 | 9          | «The Bridge» «Мост»                                                       | Кейт Деннис       | Эрик Тачмен          | 7 июня 2017    |
| Джанин с почестями провожают в новый дом. Она же уверена, что Уоррен, её предыдущий хозяин, заберёт её оттуда, и они вместе сбегут. Фредова больше не собирается терпеть и говорит Альме, что хочет помочь подпольной организации прислуги. Альма даёт Фредовой задание — уговорить командора снова поехать в бордель и забрать там посылку. Ник говорит Фредовой что стоит прекратить их ночные встречи, что это опасно для неё и Фредову могут повесить если узнают. |            |                                                                           |                   |                      |                |
| 10 | 10         | «Night» «Ночь»                                                            | Кари Скогланд     | Брюс Миллер          | 14 июня 2017   |
| Джун прячет посылку от Мойры у себя в ванной. Серена узнаёт о ночных поездках Фреда и Джун по следам косметики на своей накидке. Она бьёт Джун и заставляет её сделать тест на беременность, который оказывается положительным. Позже Серена ждёт Фреда в его кабинете, сообщая, что всё знает и что Джун беременна, но ребёнок не его, потому что он несостоятелен как мужчина. Джун сообщает о беременности Нику, который рад этому, а Джун нет. Серена везёт Джун в школу Ханны, где Джун запирают в машине, чтобы она могла видеть Серену и Ханну только из окна. Серена угрожает Джун жизнью Ханны в обмен на жизнь зачатого ребёнка. Совет командоров рассматривает дело Уоррена Патнэма и, по просьбе его жены, приговаривает его к отрубанию руки за запретные отношения с Джанин. Командор Уотерфорд, узнав об этом, пытается восстановить отношения с Сереной. После поездки к Ханне Джун врывается в кабинет Фреда и просит его о защите своей дочери от Серены. Ночью Джун вскрывает посылку и находит в ней пачку писем от похищенных Галаадом женщин — служанок и марф, которые просят помощи и обнародования информации. Служанки приходят на церемонию избавления, где узнают, что должны казнить.. Джанин. Новая Гленова выступает против, за что её избивают и уносят Хранители. Джун демонстративно выбрасывает камень, после чего это делают все служанки. Тётка Лидия говорит Джун о скором наказании. Мойре удаётся сбежать из борделя и добраться до Канады, где она попадает в центр беженцев, куда за ней приходит Люк, потому что она была в его списке разыскиваемых родственников. В дом Уотерфордов приходят Хранители, забирая Джун несмотря на протесты Серены и командора. Ник просит её не беспокоиться и идти с Хранителями. Джун успевает сообщить марфе Рите о письмах, спрятанных за ванной. |            |                                                                           |                   |                      |                |

### Сезон 2 (2018)
| № общий | № в сезоне | Название                                  | Режиссёр        | Автор сценария             | Дата премьеры  |
| --- | ---------- | ----------------------------------------- | --------------- | -------------------------- | -------------- |
| 11 | 1          | «June» «Джун»                             | Майк Баркер     | Брюс Миллер                | 25 апреля 2018 |
| Тётка Лидия придумывает серию жестоких наказаний для служанок после того, как они отказались казнить Джанин. Джун и других служанок привозят в Фенуэй Парк, заставляя думать, что их повесят, но это не так. Во время другого наказания тётка Лидия узнаёт о беременности Джун, и освобождает её. Когда Джун отказывается от еды, которую даёт ей тётя Лидия, ей показывают беременную служанку, прикованную в тюремной комнате из-за того, что попыталась самостоятельно сделать аборт, выпив отбеливатель. Джун соглашается поесть, в то время как остальные служанки подвергаются пыткам огнём, причём Джун вынуждена есть в их присутствии, что также является моральной пыткой для всех, включая её. Позже Джун и Уотерфорды приезжают в больницу на УЗИ, где Серена наедине угрожает Джун. После осмотра медбрат прощается с Фредовой, называя её настоящим именем, после чего Джун находит ключ в своей обуви. Она сбегает по оставленным для неё меткам и садится в ожидающий её у чёрного выхода фургон-холодильник для мяса. Фургон высаживает её у какого-то склада, где её ждёт Ник. Он не может вывезти её из города, но обещает перевезти в более комфортное место. Джун отстригает волосы, сжигает своё платье служанки и срезает с уха вживлённую клипсу — знак служанок. В это время Фред использует все возможные ресурсы, пытаясь её найти. На протяжении всего эпизода показываются флешбэки того, как Ханна была госпитализирована из школы из-за высокой температуры. Один из работников больницы допрашивает Джун, подозревая её в том, что она намеренно дала дочери жаропонижающее лекарство, чтобы не пропускать работу. После возвращения домой Люк и Джун видят новости о нападении на здание Капитолия и Белый дом. |            |                                           |                 |                            |                |
| 12 | 2          | «Unwomen» «Неженщины»                     | Майк Баркер     | Брюс Миллер                | 25 апреля 2018 |
| Джун перевозят в новое место, организованное Мэйдэй — бывшую штаб-квартиру Boston Globe. Эмили находится в колонии, где непослушные и бесплодные женщины низшего класса («неженщины») вынуждены работать на высокотоксичных землях. Многие неженщины заболевают, и Эмили делает всё возможное, чтобы помочь им. В колонию привозят жену командора, сосланную за совершение «греха плоти». Ей здесь не рады, но Эмили сближается с ней и даёт ей таблетки, которые оказываются ядом, что приводит к её смерти. Эмили обвиняет её в том, что она «держит женщину, пока муж насилует её». Неженщин предупреждают о последствиях за смерть жены командора. Джанин прибывает в колонию, где её встречает Эмили. Ник посещает Джун, которая устраивает истерику, несогласная ждать несколько недель, пока всё не уляжется, и пытается уехать на машине Ника с его оружием за Ханной. Но всё же успокаивается и они занимаются сексом. Во флешбэках, после нападения на здание Капитолия и Белый дом, профессор Дэн, босс Эмили, говорит ей о том, что она не будет преподавать в следующем семестре в университете, для того чтобы избежать обнародования её сексуальной ориентации. Позже профессора Дэна находят повешенным рядом с университетом с надписью «пидор», нарисованной под ним. Тогда Эмили, вместе со своей женой и сыном Оливером, решает уехать в Канаду, но она не может покинуть страну, потому что их однополый брак признаётся недействительным, и становится известно, что она является биологической матерью Оливера. Джун делает мемориал для сотрудников «The Boston Globe» у стены, возле которой они были расстреляны. |            |                                           |                 |                            |                |
| 13 | 3          | «Baggage» «Багаж»                         | Кари Скогланд   | Брюс Миллер                | 2 мая 2018     |
| Проведя два месяца в офисе The Boston Globe, Джун находит доказательства раннего появления движения Галаада. Ник говорит ей о готовящемся переезде. Джун перевозят на новое место, где её встречает Омар, который должен перевезти её в безопасный дом недалеко от взлётно-посадочной полосы, чтобы она могла улететь в Канаду. Но он получает сообщение, что конспиративная квартира скомпрометирована, и хочет уехать без Джун, Она заставляет взять её с собой встав перед его фургоном. Омар везёт её к себе домой, где находятся его жена Хизер и сын Адам. Семья Омара из касты эконо-людей — бедное сословие Галаада, почитающие Библию и живущие в многоэтажках. Но когда семья Омара уходит в церковь, Джун находит Коран и молитвенный коврик, спрятанные под кроватью; Омар с семьёй не возвращаются. Джун надевает одежду Хизер и выходит из квартиры, смешиваясь с другими в толпе. Выехав из Бостона на поезде Джун бежит в лес. Она понимает, что у неё нет возможности спасти Ханну, и решает бежать к взлётно-посадочной полосе на запад, о которой ей сказал Омар; однако самолёт перехватывают перед взлётом, пилот казнён, а Джун и ещё один беглец задерживаются Хранителями. Мойра живёт с Люком и Эрин в Торонто и работает в центре помощи беженцам. Она проводит экскурсию новому сотруднику-гею, бывшему Хранителю в Галааде. Он сломлен из-за того, что делал, пока был Хранителем. Под впечатлением Мойра идёт в ночной клуб и занимается сексом в туалете с незнакомой девушкой, назвав себя Руби. Мойра возвращается домой, где Эрин впервые начинает говорить. Во флешбэках маленькая Джун и её мать Холли участвуют в акции протеста Вернём себе ночь. Когда Джун выросла, её мама была разочарована её профессией и её замужеством, она надеялась, что Джун станет активисткой. Когда Мойра и Джун были в Красном центре, они узнали, что Холли отправили в колонии. |            |                                           |                 |                            |                |
| 14 | 4          | «Other Women» «Другие женщины»            | Кари Скогланд   | Ялинь Чанг                 | 9 мая 2018     |
| Джун в Красном центре в тюремной комнате прикована цепью к кровати. Она называет себя «Джун», но тётка Лидия говорит, что у «Джун» нет шансов выжить, а у «Фредовой» есть. Под угрозой ссылки Джун соглашается вернуться к Уотерфордам. Серена нападает на Джун в её комнате и душит за её побег на 92 дня. На что теперь Джун говорит Серене, что пока её ребёнок в безопасности, ребёнок Серены тоже. Рита возвращает Джун все письма, она боится и не стала их никому передавать. За попытку защитить Джанин новой Гленовой вырезали язык. Серена устраивает праздник в честь ребёнка, но конфликт между ней и Джун портит торжество. Серена на грани и просит Фреда отправить Джун в Красный центр до рождения ребёнка, но Фред убеждает её оставить служанку и следить за беременностью. Тётка Лидия показывает Джун повешенного Омара, и говорит, что его жена станет служанкой, а сын отдан в приёмную семью. Джун чувствует вину за всё, что произошло, в том числе и за то, что увела Люка у его первой жены. Джун ломается. Под давлением тётки Лидии она на коленях просит Уотерфордов прощения и разрешения остаться в их доме, а Уотерфордам приходится согласиться. Вернувшись в комнату Джун обнаруживает, что из комнаты убрали всю мебель кроме кровати. Ночью Серена приходит к Джун и ложится к ней в кровать, обнимая живот и разговаривая с будущим ребёнком. После этого Джун снова ложится на пол в шкафу, из которого исчезла надпись на латыни. Джун начинает повторять «Я виновата». Ник просит прощения у Джун, что не смог вытащить её, но она начинает отвечать ему формально. |            |                                           |                 |                            |                |
| 15 | 5          | «Seeds» «Семена»                          | Майк Баркер     | Кира Снайдер               | 16 мая 2018    |
| Фредова становится апатична и подавлена, у неё начинаются кровотечения, о которых она никому не говорит. Ночью Ник застаёт Джун на кухне сжигающей письма из посылки, после чего Джун уходит к себе, а Ник забирает оставшиеся письма. Уотерфордам начинает мешать Ник: Серене — своей открытой обеспокоенностью состояния Джун, Фреду — фактом того, что он является биологическим отцом его ребёнка и наличием отношений с Джун. Фред под видом карьерного роста просит своё руководство о переводе Ника в Вашингтон, на что получает отказ. Чуть позже командоры проводят праздник — церемонию молитванады, на которой почитают избранных Хранителей, среди которых и Ник, а среди зрителей — Джун и Уотерфорды. Однако, церемония принимает неожиданный поворот для Ника и Джун — для каждого Хранителя выводят невесту-подростка и пары тут же обвенчивают. Но Уотерфорды не выглядят удивлёнными. Вечером в личной беседе Фред говорит Нику, что всё произошло по его инициативе — в качестве благодарности Нику за его службу. В колонии тоже проходит свадьба: женщина-раввин венчает двух лесбиянок, одна из которых при смерти. Это была идея Джанин, которая хочет сделать всех счастливыми, уверенная, что её бережёт Бог. Эмили испугана тем, что у неё начинают выпадать зубы. Не желающий вступать в половые отношения с женой-подростком, Ник гуляет во дворе под дождём и находит Джун, лежащую на земле всю в крови. Её отвозят в больницу, где она приходит в себя. Понимая, что избавиться от ребёнка не получилось, Джун решает бороться за него и его будущее вне Галаада. |            |                                           |                 |                            |                |
| 16 | 6          | «First Blood» «Первая кровь»              | Майк Баркер     | Эрик Тачмен                | 23 мая 2018    |
| Состояние Джун улучшилось, Серена оказывает повышенную заботу о ней: устраивает в своей гостиной, зовёт на обед её подруг-служанок, но вскоре снова начинает издеваться над Джун после её просьбы о встрече с Ханной. При удобном случае Джун снова пытается флиртовать с Фредом, который не разговаривал с ней с момента её возвращения. Фред польщён и идёт на контакт. Иден, 15-летняя жена Ника, однажды жалуется Джун на то, что Ник может быть «гендерным изменником», потому что не хочет спать с нею. Опасаясь, что Иден может доложить об этом, Джун настаивает, чтобы Ник исполнил свой супружеский долг, и Нику приходится подчиниться. Фред решает разрешить очередной конфликт между Сереной и Джун в отношении Ханны обходным путём. Ночью он приходит в комнату Джун и даёт ей фотографию Ханны, прося сохранить это в секрете. Фред Уотерфорд отвечает за строительство и открытие в Бостоне нового воспитательного центра для детородных женщин. Перед началом церемонии открытия центра Ник обращается к высшему командору/руководителю Ока, командору Прайсу, с просьбой о переводе его из семьи Уотерфордов, а также о защите служанки (Джун). Он недвусмысленно даёт понять, что многое не докладывал о Фреде Уотерфорде. В церемонии открытия нового центра участвуют командоры и большинство служанок. Внезапно новая Гленова входит в зал, показывая остальным служанкам детонатор в своей руке и давая им время отбежать на безопасное расстояние, а потом взывает себя выбегая в середину зала выступлений. Серия также показывает прошлое Серены, когда она вместе с Фредом выступала религиозной активисткой, но на очередном выступлении студенты кампуса крайне агрессивно встретили Серену, обзывая её фашисткой, а затем и вовсе подстрелили. |            |                                           |                 |                            |                |
| 17 | 7          | «After» «После»                           | Кари Скогланд   | Линн Рене Макси            | 30 мая 2018    |
| В результате теракта погибли 26 командоров и 31 служанка. Фред в больнице, Серена не отходит от его постели. Командор Прайс, покровитель Ника, погиб, и его обязанности перешли командору Кушингу, с которым семья Уотерфордов была близко знакома до Галаада. Кушинг организовывает массовые допросы, пытки и казни любых подозреваемых в связях с терактом и оппозицией. Кушинг допрашивает Джун в доме Уотерфордов в их отсутствие, он подозревает её и Фреда в связи с оппозицией, но не может применять пытки из-за её беременности. Джун рассказывает о допросе Нику и Серене. Серена сама взволнована ростом насилия и повышенным интересом Кушинга к её прислуге и вместе с Ником подделывает приказы от имени Фреда, обвиняющие командора Кушинга в измене и вероотступничестве. Кушинга арестовывают Очи. В это же время в Канаде Люк и Мойра пытаются выяснить у американского посольства, нет ли Джун в числе погибших. Также Мойра просит доступ к архиву всех погибших женщин в поисках своей бывшей девушки Адет. Флешбэки показывают, что Мойра согласилась быть суррогатной матерью для семьи из Англии за очень большую сумму денег и во время беременности познакомилась с Адет, которая была её врачом в женской консультации. Мойра находит Адет среди погибших. Из-за гибели служанок при теракте многих вернули из колоний, в их числе и Джанин с Эмили. В магазине Джун встречает Эмили и, наконец, называет ей своё настоящее имя. Повернувшись, она говорит своё имя другой служанке — Брианне, и так делают по цепочке все служанки, находящиеся в магазине. Серена приглашает Джун в кабинет Фреда, где показывает ей проекты новых приказов по безопасности, написанных ею от его имени. Серена просит Джун, как бывшего редактора, отредактировать эти документы. Женщины приступают к работе. |            |                                           |                 |                            |                |
| 18 | 8          | «Women's Work» «Работа женщин»            | Кари Скогланд   | Нина Фиоре и Джон Эррера   | 6 июня 2018    |
| Серена и Джун отлично сработались. Джун видит, как Серена скучает по работе. Серена признаётся, что ненавидит вязать и говорит, что не забудет помощь Джун. Вернувшись в комнату, Джун обнаруживает на кровати розу и музыкальную шкатулку с балериной от Серены. Фред возвращается домой. Серена проводит его в кабинет, где показывает подготовленные ею проекты документов, но Фред вежливо выпроваживает её из кабинета. Анджела Патнэм, дочь Джанин серьёзно больна. Джун удаётся устроить встречу Джанин с её дочерью в больнице. Серена просит Фреда разрешить одной из Марф, которая в прошлом являлась лучшим специалистом в этой области, осмотреть ребёнка, но Фред отказывает. Тогда Серена вопреки Фреду оформляет от его имени документы на трансфер Марфы. Однако врачи бессильны. Фред узнаёт об этом, а также о сотрудничестве Серены и Джун в отношении составления документов во время его нахождения в больнице, и порет ремнём Серену на глазах у Джун. Иден во время уборки находит у Ника письма служанок. Ребёнок поправляется на руках у Джанин. |            |                                           |                 |                            |                |
| 19 | 9          | «Smart Power» «Умная сила»                | Джереми Подесва | Дороти Фортенберри         | 13 июня 2018   |
| Уотерфорды и Ник собираются в Канаду на переговоры. Серена не оправилась от унизительной порки и не хочет ехать, но Фред принуждает её. Серена сообщает Джун, что та покинет дом сразу после рождения ребёнка. Джун уговаривает Риту и тётку Лидию присматривать за ребёнком, когда её не будет рядом. По прилёте в Канаду в переговорах участвует только Фред, а Серена предоставлена сама себе. Она идёт в бар, где с ней знакомится некий Марк Туэлло, представитель правительства США, который предлагает ей сделку в обмен на побег из Галаада. Серена отказывает, но, уходя, Марк оставляет ей пачку сигарет со своей визиткой. Возле отеля Уотерфордов толпа устраивает акцию протеста, из толпы навстречу Фреду вылетает Люк с фото своей семьи, крича, что Фред изнасиловал его жену. Фред огорчён этим инцидентом, но рад, что переговоры проходят удачно и он надеется подписать утром нужные соглашения по сделке с Канадой. Ночью Ник разыскивает Люка в баре, сообщает о беременности Джун от Уотерфорда и передаёт письма служанок. Люк просит передать Джун, что Мойра спаслась. Позже Люк, Мойра и Эрин опубликовывают письма, после чего переговоры срываются, и канадцы просят Уотерфордов покинуть их страну. По возвращении Ник навещает Джун в её комнате и сообщает, о том, что письма предали огласке и о встрече с Люком. |            |                                           |                 |                            |                |
| 20 | 10         | «The Last Ceremony» «Последняя церемония» | Джереми Подесва | Ялинь Чанг                 | 20 июня 2018   |
| Во время церемонии зачатия умирает командор Эмили, и она пинает его тело напоследок. Иден и новый молодой Хранитель, работающий в доме Уотерфордов, симпатизируют друг другу. В магазине Джун сообщает Эмили и Джанин, что Мойра добралась до Канады и что они тоже не должны сдаваться. В это момент у Джун случаются схватки; её, Иден и Хранителя привозят домой на скорой. Ник встречает Джун, не обращая внимания на Иден, которая замечает их странные отношения. Все собираются в доме Уотерфордов на церемонию родов, но схватки Джун оказываются ложными. Серена просит врача вызвать роды, но врач против, потому что у Джун уже были сильные кровотечения. Джун приходит к Фреду и просит его о возможности перевода её в район, где живёт Ханна, но Фред в ярости от её очередной манипуляции и выгоняет Джун. Уотерфорды объединяются против Фредовой, решая вызвать роды быстрее естественным путём, после чего насилуют её. Вечером во дворе Иден целуется с молодым Хранителем, однако замечает, что за ними наблюдает Ник. Она просит прощения у Ника, но понимает, что безразлична мужу, и обвиняет его в любви к Фредовой. Утром Фред устраивает для Джун сюрприз в качестве компенсации за насилие и отправляет её с Ником в заброшенный дом на тайную встречу с Ханной, которую теперь зовут Агнес. После того, как их опять разлучают, Хранители похищают Ника, а Джун прячется в доме. |            |                                           |                 |                            |                |
| 21 | 11         | «Holly» «Холли»                           | Дейна Рид       | Брюс Миллер и Кира Снайдер | 27 июня 2018   |
| После похищения Ника, Джун остаётся одна в доме без света, тепла и еды. Обыскивая дом, она натыкается на фотографию Ханны с её приёмной матерью и понимает, что это один из домов её новой семьи — семьи командора Маккензи. Джун вспоминает случаи из ранних лет Ханны и времена своей беременности. Джун находит связку ключей и открывает ими гараж, в котором стоит спортивная машина Маккензи. Она включает радио в машине и оно работает на волне Американского радио, которое передаёт ободряющие новости о мировых санкциях в отношении Галаада. Джун решает вернуться в дом. Внезапно подъезжает машина Уотерфордов. Обыскивая дом, Серена находит плащ и шапочку Джун, которые та сняла, переодевшись в тёплые вещи миссис Маккензи. Серена уверена, что Джун снова сбежала, возможно, с отцом своего ребёнка — Ником. Она боится, что за двойной побег служанки их точно объявят пособниками подпольного сопротивления и повесят. Пока Уотерфорды начинают громко ссориться и обвинять друг друга, Джун прячется на верхнем этаже. Она находит дробовик с патронами и начинает целиться в Уотерфордов, но не решается выстрелить, а Уотерфорды поспешно уезжают. От сильного стресса у Джун начинаются схватки. В воспоминаниях её мать Холли предлагает Джун домашние роды под её присмотром, но Джун настаивает на больнице и профессиональных медиках. В настоящем Джун пытается уехать на машине Маккензи, но у неё не получается открыть ворота гаража. Сдавшись, она разводит камин, потом выходит во двор и разряжает в воздух коробку патронов, пытаясь привлечь внимание. Не дождавшись помощи, Джун рожает в одиночестве, вспоминая, как она рожала Ханну в больнице в окружении Люка, Мойры и матери. Свою новую дочь она называет Холли, в честь её бабушки. К дому подъезжает машина. |            |                                           |                 |                            |                |
| 22 | 12         | «Postpartum» «Постродовой»                | Дейна Рид       | Эрик Тачмен                | 4 июля 2018    |
| Серена уже несколько недель наслаждается материнством в отсутствии Джун, которая отправлена жить в Красный центр и сцеживает молоко для новорождённой дочери, которую теперь зовут Николь. Молоко заканчивается в отсутствии ребёнка, и тётке Лидии удаётся договориться, чтобы Фредова вернулась к Уотерфордам для сцеживания — при условии полного запрета на контакт с ребёнком. Ник предлагает Джун сбежать втроём с их дочерью и начать жизнь с нуля как семья, и они фантазируют, как бы это могло быть. Ребёнок плачет не переставая, и Серена пытается успокоить его, дав свою грудь, но это лишь усиливает плач. Иден спрашивает Джун о любви и ответ её воодушевляет. Наутро Иден и молодой Хранитель Айзек исчезают. Эмили переходит в новый дом — к командору Джозефу Лоуренсу, по его личному запросу. Командор Лоуренс — создатель экономики Галаада и его колоний. В доме командора Эмили везде видит картины и книги, его марфы матерятся, а на приход Эмили никто не обращает внимания. Вечером к Эмили заходит жена командора, но у неё начинается истерика и командор уводит её, после чего зовёт Эмили выпить. Эмили в замешательстве. Влюблённые Иден и Айзек пойманы и осуждены на смерть. Ник пытается убедить Иден просить о помиловании, но она отказывается и говорит, что любит Айзека и не хочет быть с Ником, и просит у него прощения. Ник просит прощения за своё безразличие. На казни влюблённых присутствуют все — семья Иден, Ник, Джун и Уотерфорды. Вечером Джун заходит к расстроенной Серене узнать в порядке ли она, когда Николь снова начинает плакать, и Серена просит Джун покормить ребёнка грудью. |            |                                           |                 |                            |                |
| 23 | 13         | «The Word» «Слово»                        | Майк Баркер     | Брюс Миллер                | 11 июля 2018   |
| Собирая вещи Иден, Джун находит среди них Библию, всю в пометках и рисунках. Джун сообщает Серене о находке — что Иден пыталась «понять Бога», и задаёт вопрос о будущей судьбе Николь в связи с произошедшим. Отец Иден приходит за её вещами, просит прощения за неё у Ника и Уотерфордов и сообщает, что это он «сдал» свою дочь. Джун и Серена в шоке переглядываются. Оставшись наедине с Фредом Джун делает критическое замечание, за что получает от него мощную пощёчину и, неожиданно, бьёт его в ответ. Рита называет Джун «крутой», после чего разрешает Джун и Нику вдвоём понянчить Николь. У Эмили день первой церемонии зачатия с новым командором. Она прячет за поясом нож, но Лоуренс отказывается вступать с ней в половой контакт. Серена и многие жёны приходят на совет командоров с просьбой о разрешении девочкам быть грамотными. Когда Серена заканчивает выступление чтением строк из Библии, часть жён в страхе выходит из зала. После выступления Серене отрубают палец, но Фред этому не мешает. Тётка Лидия приходит к Эмили узнать о результатах первой церемонии, а Эмили нападает на неё с ножом, сбрасывает с лестницы и избивает. Эмили запирают в комнате, но вечером за ней приходит командор Лоуренс, сажает в машину и увозит куда-то. Джун в ярости, что Фред не защитил Серену, но он предлагает ей сделку — остаться жить в их доме надолго или даже ещё раз увидеться с Ханной, если Джун будет послушной. В ответ Джун грубо посылает его. Позже вечером кто-то поджигает соседний с Уотерфордами дом, и Рита с Ником быстро организуют побег Джун и Николь с помощью Марф. Фред быстро замечает пропажу, но Ник останавливает его, угрожая оружием. Серена видит убегающую Джун с ребёнком, но даёт им уйти. Марфы провожают Джун до дороги, где её должна забрать машина и вывезти из Галаада. Туда же приезжают Эмили и Лоуренс с целью спасти Эмили. Лоуренс уезжает, Джун отдаёт Эмили свою дочь, чтобы та о ней позаботилась, а сама остаётся, надеясь разыскать Ханну. |            |                                           |                 |                            |                |

### Сезон 3 (2019)
| № общий | № в сезоне | Название                                      | Режиссёр            | Автор сценария          | Дата премьеры   |
| --- | ---------- | --------------------------------------------- | ------------------- | ----------------------- | --------------- |
| 24 | 1          | «Night» «Ночь»                                | Майк Бакрер         | Брюс Миллер             | 5 июня 2019     |
| Ник держит Уотерфорда в комнате Фредовой под прицелом, когда к ним поднимается Серена. Фред просит её срочно связаться с охраной и сообщить о побеге служанки, но Серена устало говорит, что Джун нужно дать больше времени. Командор Лоуренс возвращается за Джун. Он готов помочь ей догнать уехавшую с беглянками машину, но Джун просит отвезти её в дом к Маккензи, и Лоуренс соглашается. Джун проникает в дом Маккензи и заходит в комнату к спящей Ханне, но дом окружают Хранители, и ей приходится сдаться. Жена командора Маккензи просит Джун бросить попытки спасти Ханну. Фредову возвращают в дом Уотерфордов, где командор требует рассказать о местонахождении Николь, а Серена в ярости, что Джун оставила Николь на чужого человека. Но Джун успокаивает её, что теперь Николь будет свободна. Тем временем Эмили с Николь вброд переходит реку и почти тонет, но ей удаётся выплыть и достичь берега Канады. Их находят патрульные. Фред придумывает алиби для Серены и Джун, чтобы они избежали казни, и уезжает на работу. Серена поджигает кровать, и весь дом сгорает в огне. За Джун приезжает фургон для служанок. Прежде, чем разойтись по машинам, Ник и Джун желают друг другу удачи. Фредову привозят в Красный центр, где тётки наказывают её розгами по стопам за визит к Маккензи. Одна из служанок сообщает ей, что Эмили с Николь добрались до Канады. Люк и Мойра получают конверт, в котором находят обгоревшую фотографию Ханны, которую Джун хранила в своей шкатулке. Обернувшись, они видят Эмили, которая сообщает, что Джун её спасла. Фредова получает новое назначение к командору Лоуренсу. |            |                                               |                     |                         |                 |
| 25 | 2          | «Mary and Martha» «Мария и Марфа»             | Майк Бакрер         | Кира Снайдер            | 5 июня 2019     |
| Джун, которую теперь зовут Джозефова, назначают новую пару — Мэтьеву, которая очень предана Галааду. Тётка Лидия, которая выжила после покушения, приходит навестить Джун и бьёт её током за непокорность. В доме командора Лоуренса Джун присоединяется к подпольной ячейке сопротивления. Они скрывают Марфу, бывшую учительницу химии, по имени Элисон, которая делает бомбы для уничтожения правящей верхушки Галаада. Именно Элисон сделала бомбу, которая взорвалась во время открытия нового воспитательного центра для детородных женщин в Бостоне. Джун и старшая Марфа командора Лоуренса — Бэт — помогают Элисон бежать, однако попытка терпит неудачу, и позже она возвращается с другой Марфой, которую подстрелили Хранители. Жена Лоуренса Элеонора помогает спрятать раненую, которая позже погибает от полученных ран. Пока Джун хоронит Марфу на заднем дворе, Лоуренс выгоняет Марфу Кору за ложь. В Канаде Эмили медленно социализируется, она живёт с Люком и Мойрой, которые убеждают её восстановить отношения со своей женой Сильвией. |            |                                               |                     |                         |                 |
| 26 | 3          | «Useful (Watch Out)» «Полезный (Берегись)»    | Амма Асанте         | Ялин Чанг               | 5 июня 2019     |
| Джун решает искать «сильных союзников», чтобы выжить в Галааде. Командоры встречаются в доме командора Лоуренса, чтобы обсудить восстание в Чикаго, а также то, что делать с прибывшей партией пленниц. Джун видит среди них Ника, которого повысили до командора. Джун разговаривает с Фредом Уотерфордом и просит его поделиться информацией о командоре Лоуренсе, но Фред говорит, что Лоуренс человек-загадка. Лоуренс уничижительно обращается с Джун при командорах, а вечером между ними происходит ссора, где Лоуренс называет Джун бесполезной. Командор Лоуренс отвозит Джун в место, где находятся новые пленницы, и предлагает ей спасти пятерых, которые могут стать Марфами, а остальные будут сосланы в колонии. Джун отказывается, но после всё обдумывает и, просмотрев все досье, выбирает пятерых полезных для сопротивления женщин: инженера, ИТ-специалиста, журналистку, юриста и воровку. Ночью Ник тайно приходит в дом командора Лоуренса, чтобы сообщить Джун, что его призвали на фронт и попрощаться с ней; он остаётся у Джун на ночь. Тем временем подавленная Серена отправляется к своей матери Памеле, которая наказывает её за потерю ребёнка и напоминает, что без Фреда Серена не имеет места в Галаадском обществе. Серена навещает Джун в доме командора Лоуренса, где Джун убеждает её не опускать руки и бороться за права женщин в Галааде. В конце Серена пытается покончить с собой, утонув в океане, но передумывает. Она видит Фреда, приехавшего забрать её, но проходит мимо него. Джун сообщает Бэт, старшей Марфе командора Лоуренса, о пополнении в рядах сопротивления — пятерых новых Марфах, которых она лично выбрала. Тем самым Джун получает себе союзника. |            |                                               |                     |                         |                 |
| 27 | 4          | «God Bless the Child» «Боже, благослови дитя» | Амма Асанте         | Эрик Такман             | 12 июня 2019    |
| Все сословия Галаада присутствуют в церкви на церемонии посвящения — это новая форма крещения младенцев. Джун узнаёт, что Мэтьева родила Галааду троих младенцев. Во флешбэках Джун вспоминает день, когда они всей семьёй крестили Ханну. В настоящем Джун и некоторые другие служанки после церемонии приглашены на приём в дом Патнэмов. Серена тоже приезжает и успевает пообщаться с Джун, прежде чем к ним подходит Фред, но Серена сторонится его. Позже Фред находит Джун на кухне и обсуждает с ней своё беспокойство о поведении Серены; он хочет восстановить отношения. Джун убеждает Фреда дать своей жене право «тайного голоса» в Галааде, о чём позже сообщает Серене, найдя её в уединении в крытом бассейне Патнэмов, а Серена угощает Джун сигаретой. Джанин, которую теперь зовут Говардова, входит в гостиную к командорам и их жёнам и сначала просит Патнэмов подержать Анджелу, а потом умоляет Патнэмов пригласить её обратно в дом, чтобы она могла родить брата или сестру для малышки Анджелы. Тётка Лидия яростно отвергает её просьбу, а затем бьёт её на глазах у присутствующих, пока Джун не бросается между Джанин и Лидией. Затем тётка Лидия извиняется за случившееся, и, удалившись, плачет в одиночестве. Серена сообщает Джун, что Ханна учится в школе домоводства в Бруклайне (штат Массачусетс). Позже Джун и Уотерфорды получают видеозапись, на которой засняты Николь с Люком в Канаде во время демонстрации, осуждающей враждебное нападение Галаад на Чикаго. Джун вынуждена подтвердить личность своего мужа. В Канаде Эмили наконец воссоединяется со своей женой Сильвией и их сыном Оливером. Люк и Мойра просят христианского священника крестить Николь, что они и делают в церкви. |            |                                               |                     |                         |                 |
| 28 | 5          | «Unknown Caller» «Неизвестный номер»          | Колин Уоткинсон     | Мелисса Джо Серар       | 19 июня 2019    |
| Новость о видео с Люком и Николь облетает весь Галаад. Джун спрашивает у Лоуренса, не могут ли галаадцы навредить Люку, но командор уходит от ответа. Фред приглашает Серену на совет командоров по обсуждению ситуации с Николь, на котором Фред обеспечил Серене право голоса как матери «похищенного» ребёнка. Совет намеревается вернуть Николь в Галаад. Уотерфорды приходят в дом Лоуренса: они хотят лететь в Канаду к Николь и просят Джун позвонить Люку и договориться с ним о встрече. Серена говорит, что хочет только попрощаться с Николь, Джун соглашается в обмен на то, что Серена будет ей должна. Во время звонка Люк соглашается встретиться с Сереной без Фреда. Миссис Лоуренс сочувствует Джун и делится с ней сентиментальными подробностями об их с мужем отношениях в молодости — тогда командор говорил ей о любви используя музыку, записи которой хранятся в подвале. Джун идёт туда и находит много старых кассет с музыкой. Серена летит в Канаду встретиться с Николь и везёт с собой пакет, переданный Джун для Люка. В Канаде Серену встречает старый знакомый — Марк Туэлло, который просит её переодеться в «гражданское» перед встречей. Люк настроен враждебно, и встреча проходит напряжённо. Серена передаёт ему пакет, а Люк, в итоге, даёт Серене подержать Николь. Туэлло повторно предлагает Серене остаться взамен на госизмену, но она снова отказывается. Однако, уже в самолёте Серена находит в своей сумке мобильный телефон и записку «Если я буду вам нужен» от Туэлло. Серена возвращается подавленной, но Фред говорит, что всё ещё можно решить. Тем временем Люк открывает посылку от Джун и находит там кассету, на которую она записала признание о них с Ником и о том, что он настоящий отец Николь. В Галааде Тётка Лидия внезапно забирает Джун из магазина и привозит в незнакомое место, где даёт ей переодеться в торжественную форму. Джун оказывается на съёмочной площадке, за спиной Уотерфордов, которые записывают обращение к миру — помочь им вернуть похищенную дочь. |            |                                               |                     |                         |                 |
| 29 | 6          | «Household» «Семья»                           | Дирвла Уолш         | Дороти Фортенберри      | 26 июня 2019    |
| Уоттерфорды делают всё чтобы вернуть Николь в Галаад. Джун едет в Вашингтон с Уоттерфордами для публичных молитв и просит у Ника помощи для переговоров со Швейцарией. Серена рассказывает Джун о прошлом Ника. |            |                                               |                     |                         |                 |
| 30 | 7          | «Under His Eye» «Пред Его очами»              | Майк Баркер         | Джон Эррера и Нина Фьор | 3 июля 2019     |
| Уоттерфорды начинают налаживать отношения. Беременная Мэтьева, следящая за Джун, сдаёт её планы тётке Лидии, вследствие чего приёмная семья Ханны уезжает в неизвестном направлении. |            |                                               |                     |                         |                 |
| 31 | 8          | «Unfit» «Негодная»                            | Майк Баркер         | Кира Снайдер            | 10 июля 2019    |
| Серия о прошлом тёти Лидии. О том, как в ней проснулась жестокость и почему она верна системе. Также серия оканчивается тем, что Мэтьева малость сходит с ума, бьёт Джанин, нападает на хранителя и отбирает у него пистолет, в ответ на что хранители стреляют ей в плечо и она теряет сознание. |            |                                               |                     |                         |                 |
| 32 | 9          | «Heroic» «Героиня»                            | Дейна Рид           | Линн Рене Макси         | 17 июля 2019    |
| Мэтьева в коме из-за большой потери крови, а Джун приставляют к ней молиться как её компаньона. Все эти дни Джун не покидает палату, стоит на коленях и сходит с ума. В один день она находит в палате скальпель и решает напасть на Яснораду, пришедшую проведать беременную служанку в отключке. По итогу Джун только немного ранит Яснораду в руку и разрезает ладонь себе. В момент забинтовывания пореза врачом, она признаётся ему, что готова убить всех в Галааде. Далее Мэтьевой сделали кесарево, ребёнок оказался живым, хоть и недоношенным. Врачи ясно дают понять, что Мэтьевой при этом осталось недолго. Хоть Джун после появления ребёнка разрешают идти домой, та предпочитает остаться до последнего со своей парой. Она обещает ей сбежать и освободить как можно больше детей из Галаада. |            |                                               |                     |                         |                 |
| 33 | 10         | «Bear Witness» «Свидетельствуй»               | Дейна Рид           | Джейси Хелдрик          | 24 июля 2019    |
| Джун вернулась домой к Джозефу. Она нашла у него в подвале информацию про детей служанок, рождённых до Галаада (пр. сын Джанин умер в аварии), и начинает подговаривать марф и служанок к вывозу детей в Канаду. Уоттерфорды с новым другом-командором из Вашингтона нагрянывают в дом к Джозефу Лоуренсу, чтобы проверить проводимость церемоний. Джозефу и Джун приходится следовать правилам, а сумасшедшей жене командора становится от этого хуже. Вследствие чего Лоуренс обещает Джун выделить ей машину на её побег с его женой. |            |                                               |                     |                         |                 |
| 34 | 11         | «Liars» «Лжецы»                               | Дениз Гамзе Эргювен | Ялин Чанг               | 31 июля 2019    |
| Серена и Фред вновь сближаются во время путешествия, целью которого должно стать возвращение Николь. Марфы отказываются помогать Джун, но обещают ей не мешать осуществлять план по спасению детей. Командор Лоуренс с женой в тайне от всех уезжает. |            |                                               |                     |                         |                 |
| 35 | 12         | «Sacrifice» «Жертва»                          | Дениз Гамзе Эргювен | Эрик Такман             | 7 августа 2019  |
| Официант Билли соглашается помочь с самолётом для детей, но нестабильное психическое состояние миссис Лоуренс грозит сорвать план. Фред с ужасом понимает, что Серена заранее всё продумала и предала его ради дочери. |            |                                               |                     |                         |                 |
| 36 | 13         | «Mayday» «Мэйдэй»                             | Майк Баркер         | Брюс Миллер             | 14 августа 2019 |
| Женщины нервничают из-за предстоящего побега. Одна из Марф приводит ребёнка слишком рано, не дождавшись темноты, и ставит под угрозу весь план. Командор Лоуренс решает всё отменить, но вооружённая пистолетом Джун не собирается отступать. По итогу самолёт улетает с детьми и марфой Фреда, а Джун и другие служанки сбегают из города. |            |                                               |                     |                         |                 |

### Сезон 4 (2021)
| № общий | № в сезоне | Название                     | Режиссёр        | Автор сценария           | Дата премьеры  |
| --- | ---------- | ---------------------------- | --------------- | ------------------------ | -------------- |
| 37 | 1          | «Pigs» «Свиньи»              | Колин Уоткинсон | Брюс Миллер              | 27 апреля 2021 |
| Служанки доставляют тяжело раненную Джун на конспиративную квартиру Мэйдэй, которая находится на ферме Эстер Кейс, 14-летней невесты командора Кейса. Эстер усыпляет своего пожилого мужа, чтобы он не узнал о её причастности к оказанию помощи Мэйдэю, а с приходом Джун помогает беглым служанкам обеспечить полный контроль над поселением. Узнав, что Эстер подверглась групповому изнасилованию соратниками своего мужа, Джун обещает, что Бог привлечёт этих людей к ответственности. Позже один из насильников вторгается на ферму, и Эстер под руководством Джун казнит его в амбаре. Тётка Лидия допрашивает Командорами и получает прощение; она объявляет Джун угрозой, которую нужно уничтожить, прежде чем она захватит Галаад. Тем временем Серена и Фред узнают о прибытии спасённых детей в Канаду и об угрозе войны, которая предвещает их прибытие, поскольку Галаад требует их возвращения. Им также сообщили, что они будут содержаться под стражей, поскольку суд над ними будет отложен. |            |                              |                 |                          |                |
| 38 | 2          | «Nightshade» «Белладонна»    | Колин Уоткинсон | Кира Снайдер             | 27 апреля 2021 |
| Используя фермерский дом в качестве базы для операций, Джун посещает Иезавель, чтобы узнать подробности о следующем безопасном доме. Находясь в Иезавели, Джун понимает, что там полно приезжих командоров, и Джун решает освободить Иезавелей. Сообщая миссис Кейс о намерении переехать в следующее безопасное место, с помощью миссис Кейс она решает отравить командоров и на следующий день уехать на безопасное место. Джун успешно возвращается из Иезавели и находит на земле гильзы от пуль. Заподозрив неладное, её сопровождающий достаёт револьвер и получает пулю в голову от снайпера. В то время как Джун окружена снайперами, Ник выходит из тени и показывает, что ищет служанок. Он берёт Джун в плен. Тем временем Рита борется со своей новой свободой в Канаде, а спасённые дети воссоединяются с семьями, хотя некоторые выражают желание вернуться к своим предыдущим похитителям в Галааде. Серена встречает Фреда в часовне учреждения и безуспешно пытается помириться с ним; после этого Марк Туэлло сообщает ей, что она беременна. |            |                              |                 |                          |                |
| 39 | 3          | «The Crossing» «Перекрёсток» | Элизабет Мосс   | Брюс Миллер              | 27 апреля 2021 |
| Полиция Галаада подвергает Джун пыткам, чтобы заставить её раскрыть местонахождение других служанок. Столкнувшись с тем, что ей насильно удаляют ногти, Джун лжёт о местонахождении своих коллег-служанок, и в отместку Бет и Сиенну сбрасывают с крыши центра, чтобы наказать Джун за ложь. Лоуренс предупреждает Джун, что они причинят вред Ханне, если она не раскроет местонахождение служанок. Увидев Ханну и опасаясь за её безопасность, Джун раскрывает местоположение. Джун ожидает казни, но тётка Лидия объясняет, что её и остальных отправят в «Колонию Магдалины», где они будут работать в поле. По пути в колонию Джун встречается с Ником, и он говорит ей, что Ханна в безопасности и вернулась домой. Джун, тётка Лидия и другие служанки ведут в колонию, когда их останавливают на железнодорожном переезде. Служанки инсценируют побег, но водитель стреляет и убивает двух служанок, когда они убегают. Джун и Джанин переходят рельсы, но Альму и Брианну сбивает проходящий поезд. |            |                              |                 |                          |                |
| 40 | 4          | «Milk» «Молоко»              | Кристина Чоу    | Джейси Хелдрик           | 5 мая 2021     |
| Джун и Джанин сбегают из Галаада в цистерне с молоком, которая является частью поезда, направляющегося в Чикаго. После того, как Джанин спрашивает, как они были найдены, Джун признаётся, что она раскрыла местонахождение служанок. Американские боевики совершают налёт на поезд и доставляют их в жилые помещения, но группе не хватает ресурсов. Джун решает, что они должны уйти после того, как лидер группы Стивен просит об оральном сексе в обмен на то, чтобы принять их, но Джанин соглашается подчиниться насилию, что обеспечивает их двоих едой и кровом. В воспоминаниях Джанин посещает центр кризисной беременности, где ей советуют продолжать беременность, а не делать аборт. Впоследствии она посещает врача, который даёт ей таблетки для прерывания беременности. В Канаде Рите говорят, что нет никаких известий о её родственниках ни в одном из лагерей беженцев, но Мойра уверяет её, что католики умеют подделывать паспорта, чтобы сбежать из Галаада. Рита получает просьбу от Серены навестить её, где она и Фред ожидают суда. Во время визита Серена сообщает, что беременна мальчиком, и дарит ей УЗИ плода в качестве подарка, прося Риту помочь ей ухаживать за ребёнком. Рита не возражает против просьбы, но позже сообщает Фреду о беременности Серены против её воли. |            |                              |                 |                          |                |
| 41 | 5          | «Chicago» «Чикаго»           | Кристина Чоу    | Нина Фиоре и Джон Эррера | 12 мая 2021    |
| У Джанин складываются отношения со Стивеном, но Джун начинает раздражаться, потому что чувствует, что американское сопротивление слишком осторожно подходит к делу. Джун спрашивает Стивена, может ли она сопровождать группу для обмена с другим лагерем, намеревающимся связаться с повстанцами Найтхауков, и он соглашается после того, как Джанин ручается за неё. Ник по-прежнему стремится найти Джун и по предложению Лоуренса встречается с двумя Мартами: одна из них рассказывает, что Джун в Чикаго. Тем временем тётя Лидия заключает сделку с Лоуренсом о восстановлении в должности активной тёти в обмен на информацию, которую Лоуренс может использовать для восстановления своего положения. Затем командиры соглашаются с предложением Лоуренса о кратковременном прекращении огня на границах Галаада, чтобы смягчить экономический кризис в Галааде. Джун покидает лагерь Стивена в Чикаго, и Джанин решает уехать с ней. Тем не менее, группа советует Нику отвести войска от границ, потому что они планируют воздушную атаку до прекращения огня в попытке подавить повстанческие группировки. Галаад бомбит Чикаго незадолго до прекращения огня, и Мойра, одна из спасателей, находит раненую Джун среди обломков; однако судьба Джанин неизвестна. |            |                              |                 |                          |                |
| 42 | 6          | «Vows» «Клятвы»              | Ричард Шепард   | Дороти Фортенберри       | 19 мая 2021    |
| Мойра убеждает Джун отправиться в Канаду на корабле с работниками по оказанию помощи, поскольку ситуация в Чикаго стала хаотичной, а беженцы отчаянно нуждаются в припасах или вынуждены уехать. По дороге Джун пытается сбежать на спасательной шлюпке в отчаянной попытке спасти Ханну, но Мойра снова убеждает её вернуться в Канаду и воссоединиться с Люком и Николь. Джун вспоминает времена, когда они с Люком планировали свою совместную жизнь, и когда Джун забеременела Ханной. По пути в Канаду корабль сначала должен быть проверен патрульными катерами Галаада. После напряжённого обмена мнениями на борту спасательного корабля команда соглашается предоставить Джун фальшивое удостоверение личности, чтобы предотвратить её повторный захват. Подруга Мойры Уна, которая отвечала за миссию, прекращает их отношения, поскольку Уна ранее заявила, что это поставит под угрозу любую дальнейшую работу по оказанию помощи, если вернёт беженцев. В конце концов корабль прибывает в Канаду, и Джун воссоединяется с Люком, хотя её мучает чувство вины за то, что она оставила Ханну. |            |                              |                 |                          |                |
| 43 | 7          | «Home» «Дом»                 | Ричард Шепард   | Ялинь Чанг               | 26 мая 2021    |
| Джун официально просит убежища в Канаде, когда Туэлло прибывает на пришвартованную лодку. Люка и Джун отвозят в отель, где Джун спит семнадцать часов, а затем даёт интервью Туэлло. Люк забирает Джун к себе домой, где она воссоединяется с Эмили, Николь и Ритой, которая сообщает Джун, что Серена беременна. Уна заходит в дом, чтобы доставить подарок Джун, и сообщает Мойре, что её НПО больше не может выполнять работу за пределами Канады; Мойра извиняется и даёт Уне понять, что она заботится о ней и хочет обсудить их отношения, а не прекращать их. Серена молится в часовне о здоровом ребёнке, и её подслушивает Туэлло, который предлагает ей поговорить с Фредом. Посреди ночи Джун просит разрешения увидеть Серену в тюрьме. Серена пытается загладить вину, но Джун агрессивно ругает её за обращение, которому она подверглась в Галааде. Затем Джун возвращается домой и насилует Люка, игнорируя его протесты. После этого Джун предупреждает Туэлло, что Серена манипулирует людьми и ей нельзя доверять. |            |                              |                 |                          |                |
| 44 | 8          | «Testimony» «Свидетельство»  | Элизабет Мосс   | Кира Снайдер             | 2 июня 2021    |
| Джун даёт показания против Уотерфордов в Международном уголовном суде и уходит после перекрёстного допроса адвокатом защиты. Люк наблюдает за судебным разбирательством, чтобы лучше понять, через что прошла Джун, несмотря на желание Джун, чтобы он не присутствовал. На слушании Фред заявляет, что действия Уотерфорда в Галааде привели к смягчению глобального кризиса рождаемости. На сеансе терапии для бывших служанок Ирен, бывшая тётя, просит поговорить с Эмили, но та отказывает ей. Джун позже приглашает Ирэн прийти на сеанс терапии, где выясняется, что она сообщила Глазам об отношениях Эмили с Марфой, из-за чего та была искалечена. Ирен просит у Эмили прощения за своё поведение в Галааде, но Эмили отказывается вместе со своим предложением о возмещении ущерба. Позже Мойра убеждает Эмили поговорить с Айрин наедине и заставить её дать показания в суде, но когда Эмили приезжает к дому Айрин, она обнаруживает, что Айрин покончила с собой, повесившись. На следующем сеансе терапии Эмили безразлична к смерти Ирэн. Джун рассказывает Люку о своей последней встрече с Ханной. Когда Уотерфорды готовятся к следующему дню суда, их встречает большой контингент сторонников Галаада. Тем временем в Галааде Лоуренс делает тёте Лидии выговор за её агрессивное поведение после нападения на служанку на тренировке и тётю Рут, и он отдаёт захваченную Джанин на попечение тёти Лидии. Джанин умоляет, чтобы её больше не делали служанкой, но тётя Лидия просто обнимает её. |            |                              |                 |                          |                |
| 45 | 9          | «Progress» «Прогресс»        | Элизабет Мосс   | Эрик Тачмен и Али Монро  | 9 июня 2021    |
| Люк и Джун продолжают поиски Ханны, звоня Лоуренсу, но он в конечном итоге отказывается им помогать. В Галааде Эстер теперь служанка и угрожает объявить голодовку. Джанин рекомендует ей поесть, чтобы избежать пыток. Эстер в конце концов смягчается и неохотно подчиняется галаадийским нормам, за что тётя Лидия хвалит двух молодых женщин. Джун соглашается на встречу с Ником, чтобы получить информацию о Ханне, предложение, сделанное Люком. Туэлло организует встречу в римско-католической школе в нейтральной зоне. Джун берёт с собой Николь, что радует Ника, который дарит их дочери куклу. Они эмоционально обнимаются, и Ник предоставляет Джун досье на Ханну, включая некоторые недавние фотографии и её текущее местонахождение в Колорадо. Фреда и Серену навещают коммандер Уоррен Патнэм и его жена Наоми, и пока Наоми предлагает позаботиться о ребёнке Уотерфордов, Уоррен сообщает Фреду, что Галаад не будет вести переговоры об их освобождении по политическим причинам. Затем Фред заключает сделку с Туэлло, чтобы отклонить обвинения против него со стороны Международного уголовного суда в обмен на информацию о внутренней работе Галаада. Когда Джун узнаёт об этом, она гневно осуждает Туэлло за то, что она считает предательством. |            |                              |                 |                          |                |
| 46 | 10         | «The Wilderness» «Пустыня»   | Лиз Гарбус      | Брюс Миллер              | 16 июня 2021   |
| Показания Джун против Фреда записываются, поскольку судьи МУС заняты. Она рассказывает Эмили, что расстроена тем, что Фред полетит в Женеву, где ему будет предоставлен иммунитет. Джун встречается с Фредом, который извиняется за боль, которую она испытала, когда у неё забрали дочь. Джун недовольна и договаривается с Туэлло о привлечении Фреда к ответственности; она договаривается о встрече с ними в закрытой закусочной с коммандером Лоуренсом, который предлагает освободить 22 женщин из Гилеада, борющихся за свободу, в обмен на Фреда. Туэлло говорит, что он попросит одобрения у своего босса. Фред прощается с Сереной и готовится улететь в Женеву, но прежде чем он успевает сесть в самолёт, его арестовывает Туэлло, обменивает на 22 женщины и приводит к Лоуренсу и Нику, которые доставляют Фреда Джун на Ничейной земле. Джун, Эмили и другие бывшие служанки преследуют Фреда по лесу, избивают его до смерти и вешают на стене. Джун приходит домой с окровавленным лицом, к большому шоку Люка. Пока Серена ждёт, пока Фред по видеосвязи свяжется с ней онлайн, как они и планировали, офицер службы безопасности сортирует конверты Серены и открывает один, в котором находятся обручальное кольцо и безымянный палец Фреда. |            |                              |                 |                          |                |

### Сезон 5 (2022)
| № общий | № в сезоне | Название                         | Режиссёр       | Автор сценария           | Дата премьеры    |
| --- | ---------- | -------------------------------- | -------------- | ------------------------ | ---------------- |
| 47 | 1          | «Morning» «Утро»                 | Элизабет Мосс  | Брюс Миллер              | 14 сентября 2022 |
| После убийства Фреда Джун признаётся Люку и Мойре в своей причастности и беспорядочно едет в закусочную, где находятся несколько бывших служанок Галаада, которые помогали ей, в том числе Даниэль, Тайлер и Вики. Позже они осуждают Джун за то, что она не захотела помочь им выследить людей, которые издевались над ними в Галааде, называя её трусихой. Заметив, что Эмили пропала, Джун едет к ней домой, где её жена Сильвия рассказывает Джун, что Эмили вернулась в Галаад, чтобы сражаться. У Джун срыв, несмотря на протесты Люка она идёт в полицию, признаётся в убийстве Фреда и её уводят; однако, поскольку убийство произошло на нейтральной полосе, против Джун нет обвинений, и она освобождена. Тем временем Туэлло сообщает Серене о кончине Фреда и передаёт конверт, поступивший на её имя, в котором находился отрубленный палец Фреда с обручальным кольцом. Серена понимает, что это сделала Джун и просит для неё жёсткого наказания, однако узнаёт, что обвинения Джун вообще не будут предъявлены. Она просит разрешения похоронить Фреда в Галааде. Туэлло встречается с Джун у неё дома, сообщая, что прощает её за то, что втянула его и за совершённое убийство, и что одобряет её поступок. |            |                                  |                |                          |                  |
| 48 | 2          | «Ballet» «Балет»                 | Элизабет Мосс  | Нина Фиоре и Джон Эррера | 14 сентября 2022 |
| Серена возвращается в Галаад для похорон Фреда в сопровождении Туэлло и американской охраны. Она давит на командора Лоуренса, чтобы он помог сделать это национальным событием, которое могло бы показать миру, как Галаад чтит своих лидеров. Фреду устраивают грандиозные похороны. Серена гордо идёт во главе процессии в чёрном одеянии под музыку из балета «Спящая красавица», который в этот момент смотрят в театре Люк и Джун, одетая в белое платье. На сцене балерина танцует знаменитое Розовое адажио Авроры, но только соло, без четырёх женихов, как должно быть по сюжету балета. Выйдя из театра Джун и Люк шокированы транслируемой СМИ на всех уличных билбордах процессией похорон Фреда Уотерфорда во главе с Сереной, а также они видят Ханну, которая преподносит Серене цветы. Джун в ярости, она понимает, что это подстроено Сереной. Эстер делится с Джанин своими шоколадными конфетами, которые украла у командора Патнема и тайно отравила, чтобы убить их обеих, а также сообщает Джанин, что всё это время ненавидела её. На крики Джанин о помощи успевает прибежать Тётка Лидия. |            |                                  |                |                          |                  |
| 49 | 3          | «Border» «Граница»               | Дана Гонсалес  | Али Монро                | 21 сентября 2022 |
| Обезумевшая тётя Лидия молится за выздоровление Джанин, обещая Богу, что она станет более сострадательной к служанкам, если та поправится. Джанин выходит из комы и может передвигаться после физиотерапии. Серена и Ник с женой приглашены на ужин к командору Лоуренсу, где их уже ожидает семья Маккензи — галаадские родители Ханны (Агнес). Командор Маккензи обеспокоен, что у Джун много союзников. Туэлло предлагает Нику быть их агентом в Галааде с возможностью дальнейшей работы у американцев и получения статуса неприкосновенности, но Ник не даёт ответа. С помощью Мойры Джун обращается к канадскому отделению Мэйдей с просьбой связать её с Ником. В телефонном разговоре Ник сообщает ей, что теперь он женат и говорит о возможной опасности со стороны Маккензи. Ник также говорит ей, что платье сливового цвета, которое Ханна надела на похороны Фреда Уотерфорда, означает, что Ханна достигла совершеннолетия, чтобы посещать школу «будущих жён». Несмотря на то, что Серена хочет остаться в Галааде, Высшее командование говорит ей о своём желании, чтобы она служила дипломатом в Галааде в Торонто для создания положительного образа страны в глазах международного сообщества, а также потому, что её нынешний статус высокопоставленной незамужней матери не подходит для кастовой системы Галаада. В Торонто Джун блокирует путь автомобилю с вернувшейся из Галаада Сереной и кричит, чтобы та больше никогда не приближалась к её дочери. |            |                                  |                |                          |                  |
| 50 | 4          | «Dear Offred» «Дорогая Фредова»  | Дана Гонсалес  | Джейси Хелдрик           | 28 сентября 2022 |
| Сторонница «Сыновей Иакова» видит Джун в парке, и они словесно сражаются друг с другом. Серена освобождена из-под стражи правительства Соединённых Штатов без получения каких-либо прав и защиты; она начинает свои усилия по организации Информационного центра Галаада в Торонто. Джун получает приглашение от Серены по почте на торжественное открытие культурного центра «Галаад», и Люк впоследствии приходит к Серене, чтобы сообщить ей, что либо центр будет закрыт за нарушение строительных норм, либо она будет убита Джун, либо поможет им вернуть Ханну. Джун с пистолетом приезжает к зданию центра во время спора между сторонниками «Сыновей Иакова» и протестующими против них, включая Мойру, Даниэль и Тайлера; она стреляет из пистолета в воздух после того, как лоялист бьёт Мойру по лицу, вызывая тревогу. Сбегающие из центра Серена с телохранителем по имени Эзра сталкиваются с Люком и Джун, которая тянется за пистолетом, но даёт Серене уехать. Информационный центр Галаада закрывают за строительные нарушения, Серена оказывается бездомной, но находит укрытие в резиденции сторонников Галаада. Тётка Лидия обращается к командору Лоуренсу с предложением о реорганизации системы служанок. Получив отказ, она обращается за помощью к Джанин. |            |                                  |                |                          |                  |
| 51 | 5          | «Fairytail» «Сказка»             | Ева Вивес      | Дж. Холтем               | 5 октября 2022   |
| Джун и Люк с помощью Мэйдей тайно проникают на нейтральную территорию для встречи с хранителем из Галаада, у которого есть информация о Ханне и о новой системе воспитания девочек «будущие жёны». Хранитель отводит их в своё секретное место — старый боулинг — где им приходится остаться на весь день до наступления темноты. Серена ближе знакомится со своими новыми хозяевами, Райнером и Аланис Уилер, а также с другими жёнами, поддерживающими идеи Галаада, особенно в отношении деторождения. Командоры Патнэм и Лоуренс обсуждают будущее Галаада, который Лоуренс видит в формировании нового пути под названием «Новый Вифлием», однако, Патнэм категорически отвергает данную идею. Серена обсуждает с командорами идею создания Центра плодовитости вместо восстановления Информационного центра Галаада. Идея получает одобрение, однако, это поручают другим людям, а Серене указывают на её место женщины в кастовой системе Галаада, ограничивая в передвижениях и не допуская заниматься ничем, кроме подготовки к её будущим родам. На обратном пути к границе с Канадой хранитель подрывается на мине, привлекая этим внимание других хранителей, поэтому Люк и Джун вынуждены бежать, но люди на джипах догоняют их и растаскивают в стороны друг от друга. |            |                                  |                |                          |                  |
| 52 | 6          | «Together» «Вместе»              | Ева Вивес      | Кэтрин Коллинз           | 12 октября 2022  |
| Серена узнаёт, что Уилеры организовали родильный кабинет для неё прямо в доме, и врач для осмотра приходит к ней сам. Доктор Лэндерс, гинеколог Серены, с одобрения Уилеров приглашает Серену на ужин. Серена и миссис Уилер вступают в словесный спор после того, как Серена говорит об отказе доктору Лэндерсу, а также выражает желание остаться вдовой, а не выходить замуж повторно; не желая продолжать спор Серена желает выйти прогуляться, но миссис Уилер преграждает ей путь, приказывая Серене идти в её комнату. Позже Серена в комнате рыдает от безысходности. Джун и Люк захвачены отрядом мистера Уилера, контролирующего нейтральную землю между Галаадом и Канадой. Когда Люк пытается сопротивляться, его избивают. Мистер Уилер сообщает Серене, что Джун находится у него в плену и он отправит туда Эзру разобраться с ней, и Серена умоляет разрешить ей посетить Ничейную землю, чтобы стать свидетелем казни убийцы её мужа Фреда. Отряд мистера Уилера бросает Люка недалеко от границы, в то время как Джун отправляют на встречу с Эзрой и Сереной. Серена просит у Эзры пистолет, чтобы казнить Джун, но вместо этого стреляет в Эзру и приказывает Джун вести машину, пока у неё начинаются роды. Эстер должны вырезать матку в качестве наказания за совершённое преступление, но операция отменяется, потому что Эстер оказывается беременна. Тётка Лидия хочет знать, как это произошло, поскольку согласно сроку тогда у неё не было должности. Эстер рассказывает ей, что её изнасиловал командор Патнэм в день похорон Уотерфорда. Тётка Лидия доносит об инциденте командору Лоуренсу, который, к большому огорчению Лидии, заявляет о своей неспособности увидеть разницу между этим и Церемонией. Тем не менее, командор Патнэм арестован во время завтрака в ресторане по приказу Лоуренса и Ника и казнён последним на глазах у жены Наоми и других посетителей ресторана. Жена Ника Роуз также оказывается беременна. |            |                                  |                |                          |                  |
| 53 | 7          | «No Man’s Land» «Ничейная земля» | Наталья Лейт   | Рэйчел Шуукерт           | 19 октября 2022  |
| Серена заставляет Джун под дулом пистолета везти её по Ничейной земле, поскольку её схватки учащаются. После аварии машины они вдвоём ищут убежища в заброшенном сарае, где у Серены усиливаются роды. Хотя Джун пытается бросить её и уехать на машине после того, как Серена набрасывается на неё, Джун жалеет её и решает остаться, помогая ей принять роды у её сына Ноя. В воспоминаниях Джун присутствует на родах другой служанки вскоре после того, как её отправили к Уотерфордам. У служанки возникают осложнения, и ей делают кесарево сечение, после которого она умирает, а тётка Лидия заставляет Джун вместе с Джанин, Альмой и Брианной и другими служанками оставаться в комнате и молиться. Когда скорбящие служанки покидают дом, Джун обменивается понимающим взглядом с Сереной, которая празднует рождение ребёнка с другими жёнами. Когда солнце начинает садиться, у Серены поднимается температура, и Джун настаивает на том, чтобы они вернулись в Канаду. Серена сначала отказывается, настаивая на том, что она больше не заслуживает жизни и что она была всего лишь сосудом, чтобы доставить Ноя матери, которая его заслуживает, такой как Джун. Джун, однако, не принимает её гилеадскую философию и убеждает Серену вернуться в Канаду и лечь в больницу. Пока Серена получает медицинскую помощь в больнице, Джун звонит по телефону Мойре, которая посылает Люка за ней. В больницу приходят сотрудники иммиграционной службы, вызванные Люком, и арестовывают Серену за незаконный въезд в страну, говоря ей, что она будет задержана, а Ноа будет помещён в службу по уходу за детьми. Серена истерически плачет, умоляя Джун помочь ей, и ей дают успокоительное. |            |                                  |                |                          |                  |
| 54 | 8          | «Motherland» «Родина»            | Наталья Лейт   | Яхлин Чанг               | 26 октября 2022  |
| В Канаде растут антинациональные настроения против беженцев с лозунгами «Канада для канадцев». Пользуясь ситуацией, командор Лоуренс презентует высшим командорам Галаада свой проект «Новый Вифлием», построенный на острове: это поселение для беженцев из Галаада, «без служанок и повешений», где они получат амнистию и смогут воссоединиться со своими семьями. Лоуренс сравнивает его с Гонконгом, говоря, что это будет одно и то же государство, но с двумя системами управления, а также что это поможет ослабить дипломатическую напряжённость с остальным миром. Серена находится в заключении и сцеживает молоко для Ноа, который отдан под опеку семьи Уиллер. Командор Лоуренс прилетает в Торонто для продвижения своей идеи о «Новом Вифлиеме» среди беженцев, он предлагает Джун переехать туда с перспективой воссоединиться с Ханной, которую он может перевезти в Новый Вифлием после того, как она выйдет замуж. Джун готова согласиться, но Люк категорически против, не доверяя Лоуренсу и не допуская мысли о вероятности замужества 12-летней Ханны. Лоуренс навещает Серену в тюрьме и предлагает вытащить её при условии, что она вернётся жить к Уилерам для кормления Ноя. Туэлло приходит к Джун, которая одержима желанием воссоединиться с Ханной, и отговаривает её от переезда в «Новый Вифлием», говоря, что это может оказаться ловушкой для неё и всех беженцев, а также что Лоуренс хочет уничтожить Америку, поэтому Туэлло и американцы готовят военные действия против Галаада. Джун навещает Серену, которая просит её о помощи, но Джун говорит, что она ей не подруга, хотя советует Серене вернуться к Уилерам и подчиниться, но вынашивать план мести и освобождения. Серена возвращается к Уилерам в ограниченном качестве — только как кормилица Ноа. Джун обвиняет Лоуренса в издевательстве над своей нацией, но Лоуренс в сердцах отвечает, что «Новый Вифлием» — это его способ всё исправить. В разговоре с Ником Лоуренс предлагает ему в будущем стать командором «Нового Вифлиема», чтобы он смог жить рядом с Джун и Николь. Джун и Люк получают по почте DVD-диск с видео из новой школы Ханны. Марк Туэлло и американцы используют видео, чтобы отследить местонахождение Ханны и провести военный рейд по спасению детей. |            |                                  |                |                          |                  |
| 55 | 9          | «Allegiance» «Верность»          | Брэдли Уитфорд | Эрик Такман              | 2 ноября 2022    |
| Военный налёт на школу Ханны заканчивается трагедией, поскольку истребители сбиваются средствами ПВО Галаада. Это событие портит репутацию американцев в мире, а со стороны Канады они получают запрет на использование воздушного пространства. В то же время Галаад получает поддержку и соболезнования от нескольких сильных государств. Лоуренс звонит Джун, утверждая, что инцидент произошёл в целях самообороны, и просит её присоединиться к Новому Вифлеему, но она снова отказывается и в гневе раскрывает свою причастность к смерти покойной жены Лоуренса Элеоноры. Чтобы усилить своё положение во власти и защитить её от закона Галаада, Лоуренс просит Наоми Патнем стать его новой женой. Серена просит разрешения у миссис Уилер присутствовать вместе с Ноем на церемонии открытия Центра плодородия для создания положительного имиджа Галаада и привлечения большего числа последователей, но получает категорический отказ. Позже с той же целью она тайно обращается к мистеру Уилеру и получает одобрение, но перед поездкой получает пощёчины от миссис Уилер за проявленную настойчивость. Марк Туэлло просит Джун убедить Ника быть их тайным агентом, так как ранее не смог убедить его сам. Джун соглашается, и Марк организовывает им встречу, на которой Ник раскрывает своё желание улучшить международный имидж Галаада вместе с Лоуренсом, а также сообщает о беременности его жены Роуз, в конечном итоге отклоняя предложение Канады и заявляя о своей неизменной любви к Джун, которая отвечает взаимностью. В Центре, когда Серену собираются отправить домой без Ноя, ей удаётся с помощью служанки Уилеров сбежать оттуда, поймав попутную машину. Командор Маккензи настаивает, что Джун продолжает приносить неприятности и пора принять меры в отношении неё. Панихида по погибшим американским пилотам прерывается продолжающимися протестами против беженцев, которые внезапно заканчиваются стрельбой, направленной на Джун. |            |                                  |                |                          |                  |
| 56 | 10         | «Safe» «Безопасный»              | Элизабет Мосс  | Брюс Миллер              | 9 ноября 2022    |
| После покушения Джун покупает бронежилет для очередной поминальной службы, где она должна будет читать молитву. Но перед домом её сбивает пикап с наклейкой флага Галаада на бампере, а затем переезжает ей руку. Прежде, чем пикап успевает раздавить её, вмешивается Люк и жестоко избивает водителя, а Джун увозят в больницу. С помощью Туэлло Ник навещает Джун в больнице в Торонто, пока она находится без сознания. После последнего разговора с Лоуренсом он понимает, что Галаад не оставит Джун долго в живых, и в итоге принимает предложение Туэлло стать кротом в обмен на защиту Джун. Тётка Лидия пытается спасти Джанин и убеждает Наоми взять её в новый дом командора Лоуренса. Первоначально открытая для идеи проводить больше времени со своей дочерью, Джанин набрасывается на Наоми, когда та называет её «Джозефова», говоря Наоми, что это не её имя и что она её ненавидит. Канадский водитель, наехавший на Джун, умирает в больнице от избиений Люка, и Люку грозит тюрьма, поэтому они с Джун решают бежать. Во дворе их останавливает Туэлло, сообщая, что их билеты на самолёт аннулированы и полиция ждёт их в аэропорту для ареста: Люка за убийство, Джун за пособничество к побегу. Туэлло предлагает сделать им новые проездные документы на поезд до Ванкувера, откуда они могут уплыть на Гавайи. Ник возвращается в Галаад на свадебное торжество командора Лоуренса и бьёт его, обвиняя в нападении на Джун, за что его отвозят в тюрьму. Следом Очи приходят в общежитие служанок за Джанин, когда Тётка Лидия отчитывает её за конфликт с Наоми. Лидия пытается остановить охранников и выяснить причину задержания, но они толкают её на землю и увозят Джанин. В машине оказывается так же задержанная марфа командора Лоуренса, которая передала Джанин информацию о покушении на Джун. Роуз навещает Ника в тюрьме, и, убедившись, что он всё ещё любит Джун, расстаётся с ним. Люк, Джун и Николь приезжают на вокзал, но полиция ищет их там. Понимая, что Джун и Николь не могут добраться с ним до безопасного места, Люк остаётся и его арестовывают, когда они садятся в поезд. Проходя по вагонам в поисках места, Джун слышит ещё один детский плач и внезапно видит в поезде Серену и Ноя.                                     |            |                                  |                |                          |                  |

### Сезон 6 (2025)
| № общий | № в сезоне | Название                                 | Режиссёр      | Автор сценария              | Дата премьеры  |
| --- | ---------- | ---------------------------------------- | ------------- | --------------------------- | -------------- |
| 57 | 1          | «Train» «Поезд»                          | Элизабет Мосс | Брюс Миллер и Ника Кастильо | 8 апреля 2025  |
| В поезде Джун и Серена теперь направляются на Аляску. Джун и другие бывшие служанки и Марты делятся своими переживаниями. Серена скрывает свою настоящую личность, но когда врач проверяет сломанную руку Джун, он узнает Серену и называет ее по имени, заставляя других женщин словесно нападать на нее. Прибывает офицер и заявляет, что ее документы законны, намереваясь оставить Серену женщинам, хотя Джун настаивает, чтобы он арестовал Серену, чтобы защитить ее. Когда женщины загоняют Серену в угол, Джун тянет аварийный тормоз, останавливая поезд. Серена и Джун бросаются в следующий вагон, но женщины начинают разбивать стекло в двери. Затем Джун убеждает Серену спрыгнуть с поезда вместе с Ноем. Серена колеблется, поэтому Джун отталкивает ее. Женщины называют Джун предательницей. Тем временем Мойра встречается с Туэлло, который сообщает, что посольство США закрывается. Мойра добровольно присоединяется к Мэйдэй и делу. Ник возвращается в Новый Вифлеем к жене, освобожденный после ссоры с Лоуренсом. Командир Уортон, его тесть, сообщает ему, что он останется на некоторое время. На следующий день Джун просыпается в пустом поезде на Аляске. В очереди на обработку в поселении, населенном гражданами США, она встречает свою мать Холли, которую она считала мертвой. Они обнимаются.                                                                                        |            |                                          |               |                             |                |
| 58 | 2          | «Exile» «Изгнание»                       | Элизабет Мосс | Джей Холтхэм                | 8 апреля 2025  |
| Джун примиряется с матерью. Серена находит убежище в спонсируемом церковью сообществе женщин и детей. Люк освобожден; Туэлло и Мойра сообщают ему, что его слушание состоится через четыре месяца. Он присоединяется к Мэйдэй вместе с Мойрой. Ник и Уортон встречаются с Лоуренсом, и они соглашаются пригласить Серену в Новый Вифлеем, чтобы продвигать его. Джун связывается с Люком, Ритой и Мойрой, сообщая, что Холли жива. Туэлло встречается с Ником и просит информацию о патрулях Гилеада. Два месяца спустя Джун не может связаться с Люком, но узнает от Марка, что Мойра и Люк присоединились к Мэйдей и оказались в ловушке на нейтральной территории. После разговора с Уортоном Ник сжигает флешку, которую ему дал Туэлло. Серена вступает в дискуссию с главой христианской общины, которая признается, что знала ее истинную личность с самого начала, и выражает несогласие с Гилеадом; она призывает Серену бросить вызов жестокости в Гилеаде. Приходят Лоуренс и Наоми, и он убеждает Серену вернуться в Новый Вифлеем. Серена произносит молитву и, помолившись, благодарит общину за то, что она приютила ее и Ноя, впоследствии заявляя, что Бог избрал ее, чтобы принести реформу в Галаад. Джун спорит со своей матерью Холли о возвращении, чтобы спасти Мойру и Люка. Она уходит, а Холли остается со своей бабушкой Холли.                                                                 |            |                                          |               |                             |                |
| 59 | 3          | «Devotion» «Преданность»                 | Дэвид Лестер  | Нина Фиоре и Джон Херрера   | 8 апреля 2025  |
| После того, как ее забрали Глаза после ее ссоры с Наоми, Джанин находит тетя Лидия в борделе Иезавели с другими бывшими служанками, но она предпочитает эту новую жизнь своей старой жизни в рабстве. Лидия посещает Лоуренса в Новом Вифлееме, чтобы умолять об освобождении Джанин, хотя он и Наоми отказываются. Представители со всего мира посещают Новый Вифлеем, чтобы посмотреть, можно ли наладить рабочие отношения с Гилеадом. Среди них посланник от Джун, который говорит Нику встретиться с ней на нейтральной территории. Они воссоединяются, где Джун убеждает Ника помочь ей спасти Мойру и Люка. Лоуренс, Серена и Уортон завоевывают расположение мировых представителей, демонстрируя современный город Гилеад, а также рост рождаемости из-за их законов. Однако в частной жизни Уортон остается неуверенной в будущих поселениях, таких как Новый Вифлеем. На нейтральной полосе Джун и Ник прибывают в заброшенный аквапарк, избегая патрулирующих Стражей Гилеада, и находят Мойру и Люка в сувенирном магазине. Когда они все убегают, их находит патруль Стражей, но Ник, по-видимому, убивает их, прежде чем они уезжают на своей машине. Когда их отпускают обратно в Мэйдэй, Ник пытается окончательно «попрощаться» с Джун , но она предлагает им вместо этого сказать «увидимся позже». |            |                                          |               |                             |                |
| 60 | 4          | «Promotion» «Продвижение»                | Наталья Лейте | Джейси Хелдрик              | 15 апреля 2025 |
| Работая с Мэйдэем, Люк узнаёт от Туэлло, что его обвинения сняты, если он покинет Канаду. Затем он и Мойра планируют следующее наступление на Гилеад, нанося удар по Командирам в борделе Иезавели, что противоречит желанию Джун вернуться с ними на Аляску. Прибыв в Ньовый Вифлеем, Рита, бывшая Марта из дома Уотерфордов, воссоединяется со своей сестрой и Ником, который обещает, что город реформируется. В другом месте Лоуренс повышается до Главного Командующего и празднует в Иезавели, где встречает Джанин. Наедине он обещает, что её дочь Шарлотта, которую воспитывает семья Лоуренс, будет защищена в будущем. Когда Джун понимает, что Джанин находится в преследуемом Иезавели, она добровольно проникает и предупреждает женщин о нападении вместо Мойры, зля её и Люка, намекая, что они не готовы сражаться с Гилеадом. В Новом Вифлееме Уортон передает свою новую веру в его систему Серене, и, провожая ее домой, пытается ухаживать за ней, прежде чем их прерывает тетя Лидия. Позже Люк возвращается к Джун и обещает, что вместе они смогут разрушить весь Галаад. |            |                                          |               |                             |                |
| 61 | 5          | «Janine» «Джанин»                        | Наталья Лейте | Уба Мохамед                 | 22 апреля 2025 |
| С помощью Люка и Эллен, лидера Мэйдэй, Джун и Мойра проникают в пентхаус Иезавель под видом Марты, чтобы найти Джанин. Они предупреждают ее о предстоящей атаке Мэйдэй с целью убить Командиров, которые там часто бывают. Однако, когда они уходят, их останавливает Страж и конфискует письма и карту, которую дала им Джанин. Затем он пытается изнасиловать Мойру, заставляя их убить его, что вызывает блокировку всего здания. В пентхаусе Лоуренс оскорбляет Белла, молодого и самовлюбленного Командира, за его отношение к Джанин. Позже, с помощью Джанин, Лоуренс подслушивает других Командиров, подслушивая намерения Белла казнить его и вернуть Галаад в его первоначальное, антипрогрессивное состояние. Тем временем Ник узнает от Уортона, что один из Стражей, которого он застрелил на нейтральной полосе, выздоравливает в коме, что заставляет его посетить больницу, чтобы закончить работу. В Новом Вифлееме Уортон обещает построить библиотеку, названную в честь Серены, в качестве свадебного подарка, который она принимает. Пока они ждут, чтобы забрать Джун и Мойру, Страж сталкивается с Люком и Эллен в пункте выдачи, приказывая им уйти. Когда Люк пытается тянуть время, Страж вырубает его, заставляя Джун и Мойру бежать, увидев это через окно. Они находят Лоуренса на парковке и просят его о помощи, после чего он запирает их в багажнике, но не говорит им, куда он их везет. |            |                                          |               |                             |                |
| 62 | 6          | «Surprise» «Сюрприз»                     | Наталья Лейте | Эли Монро                   | 29 апреля 2025 |
| Лоуренс забирает Джун и Мойру к себе домой, где они просят отвезти их на канадскую границу. Однако они понимают, что письма от женщин из борделя Иезавель остались в сейфе. Пока Лоуренс забирает Мойру на границу, Джун звонит Нику, который соглашается получить письма и забрать ее. Хотя Уортон должен был быть в Вашингтоне, округ Колумбия, Ник видит его в окне своего дома, возвращаясь домой. Ник поручает Джун пойти в дом Серены в Новом Вифлееме, где Серена предлагает ей комнату для проживания. Уортон допрашивает Ника о том, где он был, а также о случайной смерти коматозного Стража, заставляя Ника признаться, что он был в Иезавель, хотя Уортон требует, почему. В другом месте тетя Лидия навещает Джанин, заявляя, что она выбила для Джанин работу в центре репродуктивной медицины в Новом Вифлееме, Джанин отвергает это предложение тети Лидии. Утром Серена готовит завтрак для Джун и удивляет ее визитом Риты. Ник приходит и просит Джун переехать с ним в Париж, заявляя, что он получил документы для них двоих. Во время этой встречи Уортон стучит в дверь, пока Джун и Ник прячутся в шкафу. Пока они слушают Серену и Уортона, Уортон рассказывает, что Ник узнал о плане операции «Мэйдэй» по убийству Командиров в борделе; Джун расстроена, слушая это, уставившись на Ника, который отворачивается.                                                                             |            |                                          |               |                             |                |
| 63 | 7          | «Shattered» «Разбитый»                   | Дайана Рид    | Кэтрин Коллинс              | 6 мая 2025     |
| Стражи Гилеада казнят девушек из борделя, хотя Джанин пощадили по приказу Командира Белла. Тетя Лидия посещает бордель и видит окровавленные стены, что вызывает у нее печаль от того, что ее бывшие служанки ушли. Она с облегчением слышит, что Джанин выжила, хотя Белл пытает ее в своей резиденции и ограничивает ее от любых внешних контактов. Ник высаживает Джун недалеко от границы, где она выражает гнев на его предполагаемое предательство. По возвращении в Мэйдэй ее выговаривает группа, включая Люка, за то, что она рассказала Нику подробности плана Иезавели, который закончился крахом. Рита наносит Нику визит, хотя он заявляет, что больше не может помогать спасать членов ее семьи. На ее девичнике новые идеи Серены относительно Нового Вифлеема отвергаются другими женами, которые верят в первоначальное видение Гилеада. Чтобы обрести влияние, она и Уортон планируют свою свадьбу и расширяют список гостей, включив в него служанок, чтобы представлять все сообщество Гилеада. Лоуренс прибывает в Мэйдэй и сообщает об этом американцам, которые планируют напасть на свадебную церемонию. Джун и Мойру везут в Красный центр в Бостоне, где они ищут убежища по приглашению тети Фиби, которая участвует в Мэйдэй. Они молятся , ожидая своего плана по освобождению Служанок. |            |                                          |               |                             |                |
| 64 | 8          | «Exodus» «Исход»                         | Дайана Рид    | Яхлин Чанг                  | 13 мая 2025    |
| Джун и Мойра проносят контрабандой ножи для раздачи служанкам во время свадебной церемонии Серены и Уортона. После свадьбы служанки возвращаются в дома своих командиров и Красный центр. Отправленные служанки убивают своих командиров, которых Рита погрузила в глубокий сон из-за свадебного торта, приготовленного и пропитанного седативным средством. Точно так же Джун убивает Белла и воссоединяется с Джанин. В резиденции Уортона Серена в отчаянии видит служанку, ожидающую их, и сокрушается, что доверилась ему. После жаркого спора он отпускает Серену и Ноя в ночь. В Красном центре Лидия обнаруживает, что служанки и тетя Фиби помогают им, но Мойра, Джун и Джанин подходят к Лидии, убеждая ее, что Бог не хотел бы, чтобы женщины жили под режимом Гилеада. Лидия молится Богу о помощи, в то время как Джун, Мойра и служанки бегут по улицам Бостона ночью. |            |                                          |               |                             |                |
| 65 | 9          | «Execution» «Исполнение»                 | Элизабет Мосс | Эрик Такман                 | 20 мая 2025    |
| Серена бежит по улицам Бостона, наблюдая за городом в хаосе и находит убежище у Лоуренса. Джун, Мойра, Джанин, тетя Фиби — на самом деле агент ЦРУ по имени Ава — и служанки арестованы по приказу Уортона как раз перед тем, как бежать из Бостона, чтобы быть публично казненными перед гражданами Гилеада. И Джун, и тетя Лидия, которая также была приговорена, бросают вызов Гилеаду своими последними словами, и речь Джун убеждает толпу восстать, в то время как Люк, Рита и другие члены Мэйдей вмешиваются с оружием. Уортон сбегает с места происшествия, и все задержанные спасаются, когда прибывают американские войска. Туэлло спасает Серену, а Джун убеждает ее раскрыть план верховных командующих лететь в округ Колумбия. Лоуренса, к которому присоединяется Джун, убеждают заложить бомбу в самолет, но когда другие командующие прибывают раньше времени, Лоуренс жертвует собой и присоединяется к ним с бомбой, чтобы их план удался. В последнюю минуту Ник тоже садится в самолет, после того как его жена Роуз уговаривает его отомстить за смерть командиров и отомстить Джун. Роуз винит в своих ранних родах свадебный торт с седативным эффектом, который спланировала Джун. Обезумевшая Джун наблюдает, как самолет поднимается и взрывается в небе. |            |                                          |               |                             |                |
| 66 | 10         | «The Handmaid's Tale» «Рассказ служанки» | Элизабет Мосс | Брюс Миллер                 | 27 мая 2025    |
| После смерти всех командиров Бостона, город быстро освобождают повстанцы и американские войска. После этого Джун прощает Серену, прежде чем Туэлло отправляет Серену и Ноя в лагерь беженцев ООН, где он сообщает, что имеет звание командира в армии США. Люк и Джун оба посвящают себя продолжающейся борьбе за победу над Гилеадом. Люк и Джун обещают встретиться в Колорадо, где проживает Ханна, чтобы освободить ее. У Джун происходит неожиданное воссоединение с Эмили, которая провела последние семь месяцев, сражаясь в мятеже в Бриджпорте, штат Коннектикут. Тетя Лидия, которую освободили Глаза, и Наоми Лоуренс договариваются об освобождении Джанин Гилеадом и возвращают ей Шарлотту. Перед тем как расстаться, Джун благодарит Лидию за то, что она привела их к границе. При поддержке Люка и Холли Джун возвращается к руинам дома Уотерфорд и начинает писать книгу, рассказывающую ее историю. |            |                                          |               |                             |                |